# Koštanjevo
Kashtanjevë en albanais et Koštanjevo en serbe latin (en serbe cyrillique : Коштањево) est une localité du Kosovo située dans la commune/municipalité de Štrpce/Shtërpcë, district de Ferizaj/Uroševac (Kosovo) ou district de Kosovo (Serbie). Selon le recensement kosovar de 2011, elle compte 123 habitants, tous albanais.

## Démographie

### Évolution historique de la population dans la localité
| 1948 | 1953 | 1961 | 1971 | 1981 | 1991 | 2011 |
| ---- | ---- | ---- | ---- | ---- | ---- | ---- |
| 557  | 608  | 624  | 602  | 448  | 451  | 123  |

|  |